# 七眼桥镇
七眼桥镇，是中华人民共和国贵州省安顺市西秀区下辖的一个乡镇级行政单位。

## 行政区划
七眼桥镇下辖以下地区：
七眼桥社区、小关口村、曹家屯村、汤官村、二铺村、本寨村、小山寨村、雷家屯村、章家庄村、竹林村、新寨村、猴场村、岩上庄村、王家庄村、吴家屯村、水硐村、石龙湾村、大寨村、孙家庄村、关塘村、八角洞村、左蒋村、牛硐村、仁岗村、两所村、联农村、小水桥村、高新水村、硐口村、花园村、山岚村、郑家屯村、时家屯村、河边坝村、坡上园村、大石板村、鹞子岩村、齐家庄村、元背村、清凉村、虾蚆村、凉水村、夏官村、大坝村、沙戈村、塘房街村、老塘关村、猫硐村、大坡脚村、云山村和兴隆村。

## 交通
- 沪昆铁路：七眼桥站

## 中国传统村落
2012年，云山村被评为首批“中国传统村落”。